# Montellano
Montellano è un comune spagnolo di 6 679 abitanti situato nella comunità autonoma dell'Andalusia.

## Geografia fisica
Il territorio è attraversato da due fiumi, l'Arroyo del Salado e il Guadalete.